# Zhuqi
Zhuqi (kinesiska: 竹岐) är en socken i sydöstra Kina. Den ligger i Minhou härad i provinshuvudstaden Fuzhou i provinsen Fujian, omkring 22 kilometer väster om centrala Fuzhou. Antalet invånare är 25 564. Befolkningen består av 12 542 kvinnor och 13 022 män. Barn under 15 år utgör 18,0 %, vuxna 15-64 år 70 %, och äldre över 65 år 10,0 %.